# 大安龍屬
大安龍屬（學名：Daanosaurus）是蜥腳下目大鼻龍類的一屬，生存於侏羅紀晚期。牠的化石發現於中國四川省，外型則有些像巧龍。
模式種是張氏大安龍（D. zhangi），是在2005年被描述、命名的。